# Pugh Rogefeldt
Pugh Rogefeldt (Västerås, 1947. március 2. – Slite, 2023 május 1.) svéd énekes, zenész, gitáros, dalszerző, a svéd popzene egyik úttörő alakja.

## Életútja
Rogefeldt 1968-ban debütált Haru vart på cirkus kislemezével. Első nagylemeze a Ja, dä ä dä volt, melyet a pszichedelikus stílus és játékos, sok helyen képtelenségbe csapó dalszöveg jellemzett. 1970-ben Grammy díjat kapott, mint a legjobb debütáló énekes.
A következő évek folyamán eltávolodott a pszichedelikus rocktól, zenéje egy keményebb, letisztultabb hard rock lett. 1974-ben saját együttest alapított Rainrock néven, és a skandináv országokban turnézott. 1978-ban részt vett a svéd dalfesztiválon, ahol harmadik lett.
A 80-as évek végén mindinkább a popzene felé fordult, és új együttest alapított, a Grymlings-et, mellyel két nagyon sikeres albumot készített (Grymlings  és Grymlings II). Ezután egy ideig visszavonult a zenei élettől, de 1999-től újból szólólemezeket adott ki. Legutóbbi albuma a Vinn hjärta vinn, mely 2008 márciusában jelent meg.

## Nagylemezek

### Szólólemezek
- 1969 Ja, dä ä dä
- 1970 Pughish
- 1972 Hollywood
- 1973 Pugh on the Rocks
- 1977 Bamalama
- 1978 Attityder
- 1981 Het
- 1983 Face
- 1985 Hammarhjärta
- 1986 Pugh Rogefeldt
- 1991 Människors hantverk
- 1999 Maraton
- 2005 Opluggad Pugh
- 2008 Vinn hjärta vinn

### Rainrock
- 1974 Bolla och rulla
- 1975 Ett steg till

### Grymlings
- 1989 Grymlings
- 1992 Grymlings II

## Fordítás
- Ez a szócikk részben vagy egészben  a   Pugh Rogefeldt című svéd Wikipédia-szócikk ezen változatának fordításán alapul.  Az eredeti cikk szerkesztőit annak laptörténete sorolja fel. Ez a jelzés csupán a megfogalmazás eredetét és a szerzői jogokat jelzi, nem szolgál a cikkben szereplő információk forrásmegjelöléseként.